# Hayır Bey
Hayır Bey, död 1522, var en osmansk ämbetsman. Han var guvernör i Osmanska Egypten mellan 1517 och 1522.